# The Winning of Wonega
The Winning of Wonega est un film muet américain réalisé par Thomas H. Ince et sorti en 1911.

## Fiche technique
- Réalisation : Thomas H. Ince
- Date de sortie :  États-Unis : 14 novembre 1911